# Терновка (Бершадский район)
Терно́вка (укр. Тернівка) — село в Бершадском районе Винницкой области Украины.

## История
Являлось административным центром Терновской волости Гайсинского уезда Подольской губернии Российской империи.
Население по переписи 2001 года составляло 1395 человек.

## Адрес местного совета
24443, Винницкая область, Бершадский р-н, с. Терновка, ул. Святкова, 40.